# Florian Weichert
Florian Weichert (* 28. Januar 1968 in Rostock) ist ein ehemaliger deutscher Fußballspieler (DDR).

## Sportlicher Werdegang
Florian Weichert spielte seit 1975 für die Jugend des F.C. Hansa Rostock. In der Saison 1985/86 rückte er erstmals in die erste Mannschaft. Dabei kam der Stürmer auf vier Einsätze in der Oberliga und stieg mit Hansa als Tabellenvorletzter in die DDR-Liga ab. In der Liga-Saison kam er erneut auf vier Einsätze und schaffte den direkten Wiederaufstieg. In der Folgesaison kam er nicht zum Einsatz und wechselte zur Saison 1988/89 zur BSG Schiffahrt und Hafen Rostock in die Liga. Nach nur einem Jahr kehrte er zum F.C. Hansa Rostock zurück. Ende der 1980er Jahre zog sich Weichert, der Kfz-Schlosser lernte, eine Knieverletzung zu, die die Fortsetzung seiner Laufbahn in Gefahr brachte. In der Saison 1989/90 spielte er 25 Oberligapartien und erzielte dabei sechs Treffer. In dieser Saison kam Weichert zusätzlich zu seinem ersten internationalen Einsatz. In der ersten Runde des UEFA-Pokals 1989/90 wurde er im Rückspiel bei Baník Ostrava in der 62. Minute beim Stand von 0:2 eingewechselt. Nach einem 2:3 im Hinspiel verlor Hansa das Rückspiel 0:4.
Im letzten Jahr der DDR-Oberliga, der Saison 1990/91, gewann Weichert mit Hansa die Meisterschaft und den FDGB-Pokal. Weichert absolvierte im Double-Jahr 19 Spiele und war mit sieben Treffern zweitbester Torschütze der Mannschaft hinter Henri Fuchs. Am 25. Mai 1991 erzielte er hierbei den letzten Treffer der Kogge in jener letzten DDR-Meisterschaft im Spiel gegen Lok Leipzig (1:4). Durch den errungenen Meistertitel qualifizierte er sich mit der Mannschaft für die erste gesamtdeutsche Spielzeit der Bundesliga.
Florian Weichert erzielte die ersten beiden Tore des F.C. Hansa Rostock in der Bundesliga. Am ersten Spieltag der Saison 1991/92 traf er im Heimspiel gegen den 1. FC Nürnberg zum 1:0 und 2:0. Im Laufe der Saison räumte Weichert ein, vor der Wende mit der Stasi zusammengearbeitet zu haben. In einer Aussprache kamen die Beteiligten zu dem Schluss, dass er hierdurch keine anderen Menschen geschädigt habe. Daher wurde entschieden, dass er Teil der Mannschaft bleiben könne. Von den 38 Partien dieser Spielzeit fehlte er nur am 34. Spieltag beim Heimspiel gegen den VfL Bochum. Mit sechs Treffern war er erneut der zweitbeste Hansa-Torschütze – diesmal hinter Michael Spies. Hansa belegte am Saisonende den 18. Platz und stieg in die 2. Bundesliga ab.
In der Saison 1991/92 kam Weichert zu zwei weiteren internationalen Einsätzen. In der ersten Runde im Europapokal der Landesmeister stand er bei beiden Partien gegen den spanischen Meister FC Barcelona jeweils die volle Spielzeit auf dem Platz. Er schied mit Hansa nach einer 0:3-Auswärtsniederlage und einem 1:0-Heimsieg aus dem Wettbewerb aus.
Nach dem Abstieg blieb Weichert jedoch in der Bundesliga und wechselte zum Hamburger SV. Er absolvierte 20 Ligaspiele und erzielte vier Tore. In der Saison 1993/94 lief er am zweiten Spieltag noch einmal für den HSV auf und wechselte anschließend zum Ligakonkurrenten und Aufsteiger VfB Leipzig. Für Leipzig spielte er in der restlichen Saison 14 Partien und erzielte dabei drei Treffer. Leipzig stieg am Saisonende als Tabellenletzter ab. Weichert wechselte daraufhin zu Dynamo Dresden und blieb somit in der 1. Bundesliga. Für Dynamo kam er in der Saison 1994/95 auf 14 Einsätze und erzielte ein Tor. Wie bereits mit Rostock und Leipzig, stieg Weichert auch mit Dresden aus der Bundesliga ab.
Nach dem dritten Abstieg aus der Bundesliga wechselte Weichert zurück zum VfB Leipzig in die 2. Bundesliga. Hier spielte er noch zwei Spielzeiten, absolvierte 50 Spiele und schoss vier Tore.
Seit dem Ende seiner Aktivenkarriere arbeitet Weichert als freier Fernseh- und Videojournalist, vorwiegend beim MDR-Fernsehen (Stand 2019). Wegbereiter für die Arbeit als Journalist war Jörg Pilawa, der den Stürmer einst bat, als HSV-Profi das Spiel zwischen dem Hamburger SV und dem FC St. Pauli für Radio Schleswig-Holstein zu kommentieren.

## Erfolge
- NOFV-Meister: 1991 (F.C. Hansa Rostock)
- FDGB-Pokalsieger: 1991 (F.C. Hansa Rostock)